# Koutbao
Koutbao est un quartier de la ville de Maroua, région de l'Extrême-Nord au Cameroun. Il est situé dans la commune d'arrondissement de Maroua II, subdivision de la communauté urbaine de Maroua.

## Historique
Koutbao est créé par le Décret N° 2007/115 du 23 avril 2007. Il est l'un des  quartiers de la ville de Maroua.

## Géographie
Koutbaou est situé en face du quartier appelé Baouliwol.

## Population
Koutbao est peuplé des Bournouans venant principalement de Balda.

## Institutions

### Éducation
- École des infirmiers[4]
- École des aides-soignants[4]